# Las Piedras (Uruguay)
Las Piedras es una ciudad de Uruguay perteneciente al departamento de Canelones. Es sede del municipio de Las Piedras.

## Ubicación
La ciudad se ubica al sur del departamento de Canelones, sobre las costas del arroyo Las Piedras, límite con el departamento de Montevideo. Forma parte del área Metropolitana de Montevideo.

## Historia
La Asociación Histórica de Las Piedras considera que el proceso de fundación de la actual Las Piedras comenzó un 8 de marzo de 1744, cuando Luis de Sosa Mascareñas recibe como donación un terreno de una legua cuadrada. El primer nombre de la actual ciudad fue San Isidro Labrador de Las Piedras y a partir de 1925 se la reconoce como ciudad. Su nombre tiene origen en las piedras que caracterizaban al vado por donde las carretas y diligencias en tránsito hacia y desde Montevideo cruzaban el arroyo homónimo.
En la ciudad se erige el Obelisco de Las Piedras que conmemora una de las victorias más importantes del ejército de José Gervasio Artigas sobre las tropas españolas. El 18 de mayo de 1811 el ejército oriental derrotó las tropas españolas al mando de José Posadas en la denominada batalla de Las Piedras.

## Población
Según el censo de 2023 la ciudad cuenta con una población de 61,306 habitantes.
| 8,109         | 40,658 | 53,331 | 58,283 | 66,584 | 69,222 | 71,268 | 61,306 |
| (Fuente: INE) |        |        |        |        |        |        |        |

## Economía

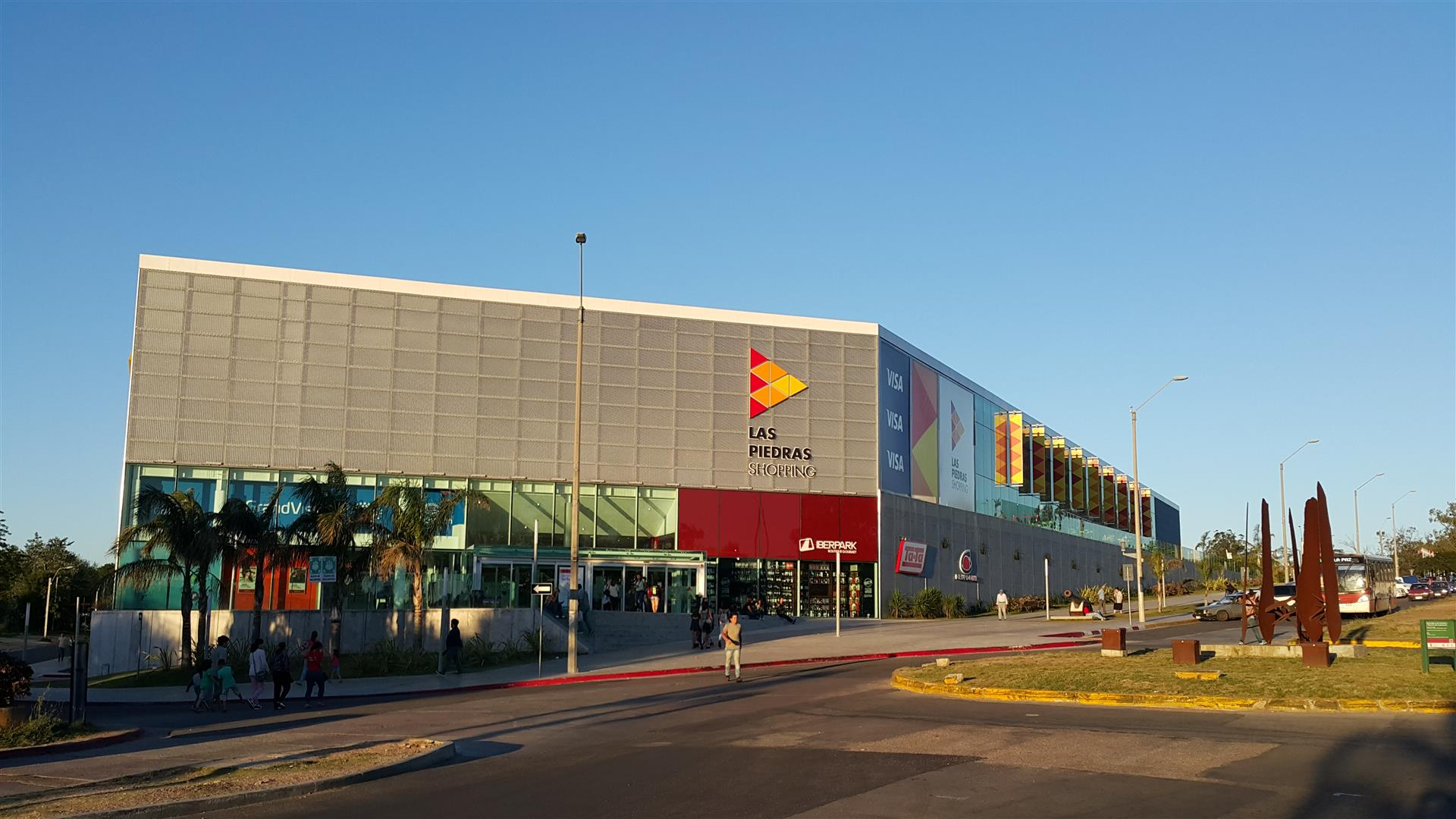
Las Piedras Shopping

Al encontrarse dentro del área Metropolitana de Montevideo, Las Piedras es lo que se denomina una ciudad dormitorio. Muchos pedrenses estudian o trabajan en la capital pero viven en Las Piedras. Sin embargo la ciudad tiene una estrecha relación con la vitivinicultura, la granja y la hípica, que conforman parte de su actividad económica. Esto se suman a importantes empresas industriales y centros de servicios radicados también en la zona. La ciudad fue declarada en el 2007 por el Parlamento Nacional como Capital de la Uva y el Vino de Uruguay.
Desde 2008 se comenzó a desarrollar en la ciudad el Parque Tecnológico Canario. Este proyecto se trata de un polo agroalimentario que incluye un parque industrial y un parque de exposiciones, destinados a la producción, comercialización, investigación y el desarrollo del sector. El parque industrial se desarrolla en el predio industrial del ex frigorífico Comargen. Los emprendimientos allí instalados son entre otros: Arbimel SA (planta de faena), COOPROCA (Cooperativa de apicultores), COPOL (Cooperativa Policial), AMPAC (producción de alimentos), Doña Catalina (producción e industrialización de hongos comestibles), Salatti (procesado de frutas y verduras), Campo Agreste S.A. (grasa comestible y servicio de vapor), Don Nicolás (productos porcinos), Tres del Sur (detergentes orgánicos a base de ácido cítrico), SAAC Ltda (fabricación de licores).
El parque de exposiciones se ubica en lo que eran los corrales del frigorífico, se trata de un predio de 100.000 m², y fue inaugurado el 10 de octubre de 2008 por el presidente de la República Dr. Tabaré Vázquez. Se realizan allí eventos de carácter nacional e internacional.
Desde el 10 de mayo de 2017 la ciudad de Las Piedras cuenta con un centro comercial llamado Las Piedras Shopping, ubicado en Bulevar del Bicentenario entre El Estadio de Juventud Las Piedras, El Obelisco, El Parque Artigas y El Hipodrómo.

## Política y gobierno
La ciudad de Las Piedras esta gobernada por el municipio de Las Piedras.

## Servicios

### Salud
Las Piedras cuenta con un hospital público, el hospital «Dr. Alfonso Espínola», que brinda los servicios de salud en la órbita pública bajo la gestión de la Administración de los Servicios de Salud del Estado. En el ámbito privado cuenta con un importante sanatorio de la institución Cooperativa Regional de Asistencia Médica Integral inaugurado en 2010.

### Educación

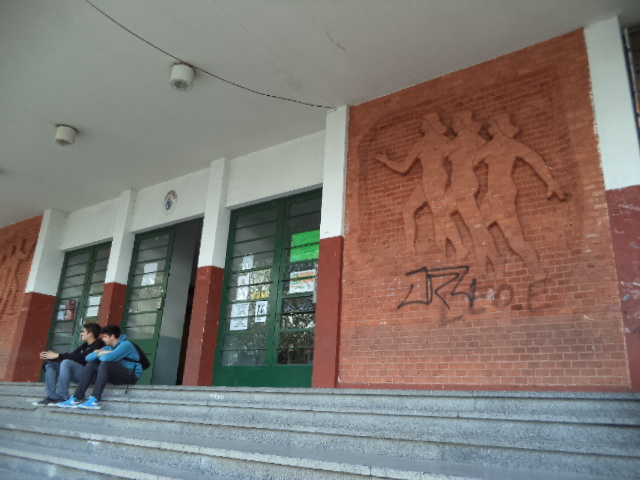
Liceo Manuel Rosé de Las Piedras.

Las Piedras cuenta con varias escuelas públicas y seis liceos públicos, entre ellos el Liceo Manuel Rosé, declarado Monumento Histórico Nacional (Resolución Presidencial N.º 271/005) en 2005 por las obras que alberga.

## Urbanismo

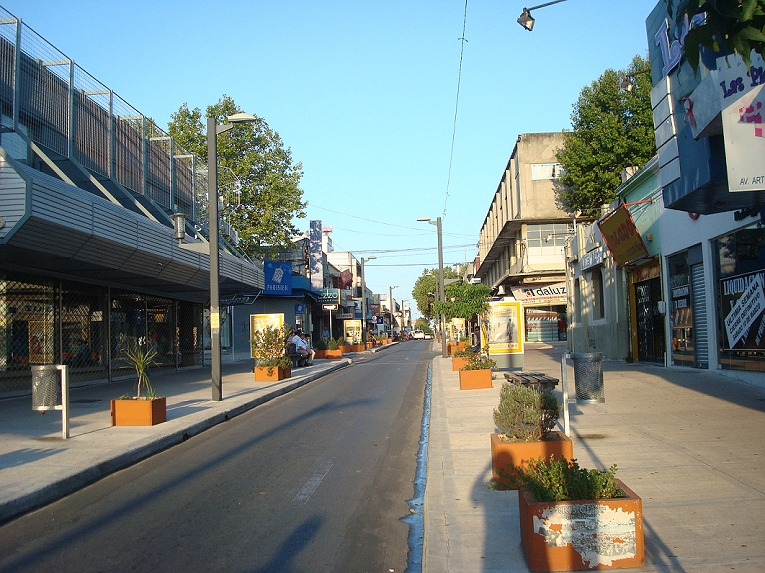
Avenida Artigas, una de las principales arterias de la ciudad.

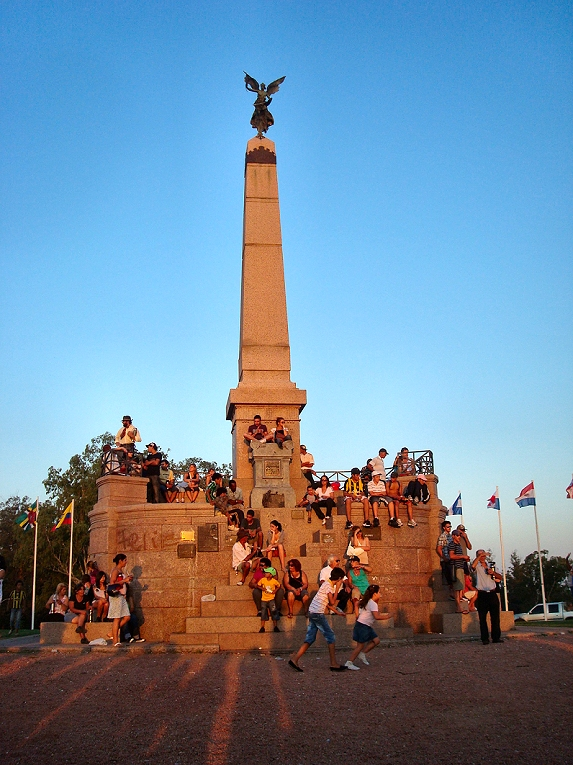
Obelisco conmemorativo de la Batalla de Las Piedras.

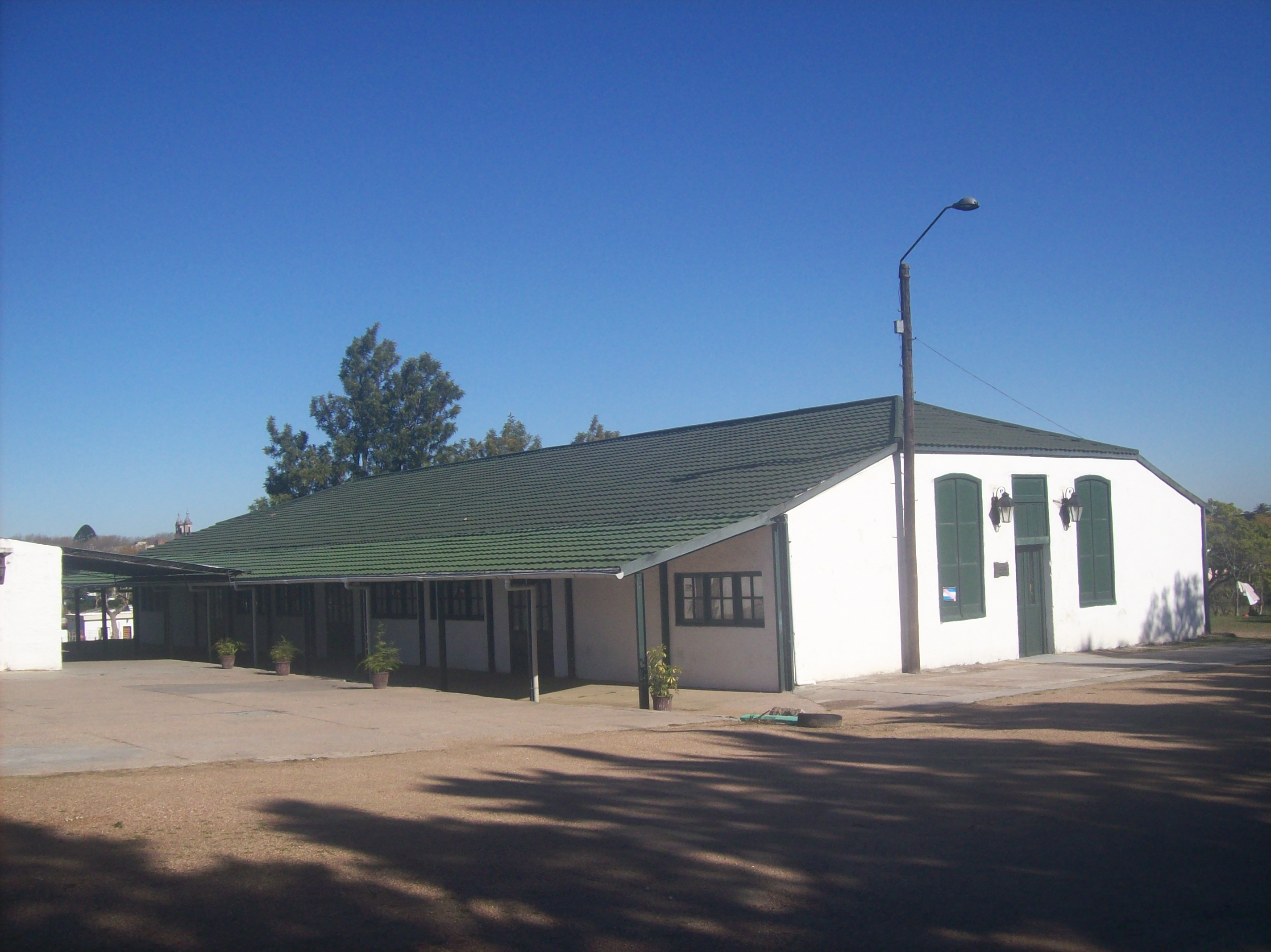
Criolla artiguista de Las Piedras

### Barrios y áreas de influencia
Debido a la importante extensión de la ciudad, su área de influencia abarca tanto zonas urbanas, suburbanas y rurales.
Algunos de sus barrios son Barrio Centro, Barrio Obelisco, Pueblo Nuevo, Barrio Campisteguy, Barrio Laures, Barrio Herten, Villa Juanita,  Pilarica, Barrio Lenzi, Razetti, Santa Rita, Santa Isabel y Barrio 19 de Abril, mientras que las zonas rurales bajo su influencia son Canelón Chico y El Colorado.

### Carreteras
- Ruta 5: Antiguamente su trazado atravesaba la ciudad de sur a norte, actualmente el nuevo trazado -que además corresponde a una doble vía- pasa de forma tangencial a la ciudad, accediéndose a ella a través de la ruta 48. La ruta 5 conecta  a Las Piedras con la ruta 102 (anillo perimetral), Montevideo, ruta 1, Canelones y el norte del país.
- Ruta 48: Sirve de acceso a la ciudad desde la ruta 5, y la conecta además con las zonas de El Colorado, Las Brujas, ruta 36 y ruta 49.
- Ruta 67: esta carretera nace en la zona norte de la ciudad, frente al Polo Tecnológico Canario, y la conecta con la zona de Canelón Chico, rutas 68, 32, 66, 33 y la ciudad de Sauce.[8]

### Espacios públicos
La ciudad cuenta con el centro polideportivo Las Piedras, que depende de la Intendencia de Canelones.

## Deporte
En el ámbito deportivo pedrense se destaca el Club Atlético Juventud de Las Piedras, que ha participado tanto en la primera como en la segunda división del fútbol profesional de Uruguay.
La ciudad cuenta además con una liga de Baby Fútbol, integrada por equipos locales, y de ciudades vecinas como La Paz y Progreso.
En 2009 fue reinaugurado el estadio municipal Parque Artigas, en el cual el Club Atlético Juventud de Las Piedras juega sus partidos de local, si bien no es de su exclusividad. El mismo es utilizado también por instituciones de ciudades vecinas.
En materia deportiva se destaca además el Hipódromo de Las Piedras, que es el segundo hipódromo más importante del país. En mayo de 2012 la junta departamental de Canelones aprobó la adjudicación por 30 años del hipódromo a la empresa Hípica Rioplatense.

## Templos
- Parroquia de San Isidro Labrador, una iglesia histórica de estilo neorrenacentista, a cargo de los Salesianos de Don Bosco[12]

## Medios de comunicación
- Radio Cristal del Uruguay
- FM Involvidable
- Canal 11